# Ditrichum apophysatum
Ditrichum apophysatum är en bladmossart som beskrevs av Georg Ernst Ludwig Hampe och Hirendra Chandra Gangulee 1959. Ditrichum apophysatum ingår i släktet grusmossor, och familjen Ditrichaceae. Inga underarter finns listade i Catalogue of Life.